# Lanuvio
Lanuvio és un comune (municipi) de la ciutat metropolitana de Roma, a la regió italiana del Laci, situat uns 30 km al sud-est de Roma. L'1 de gener de 2018 tenia 13.580 habitants.
Lanuvio limita amb els municipis d'Aprilia, Arícia, Genzano di Roma i Velletri.

## Història
- Per la història antiga de la ciutat, vegeu Lanúvium.

En els temps antics, Lanúvium era una ciutat important a les rodalies de Roma. Els emperadors Antoní Pius i Còmmode van néixer aquí, juntament amb el condottiero Marcantonio Colonna. Va decaure després del regnat de Teodosi I (finals del segle iv), i va ser abandonada principalment a causa del tancament dels seus santuaris politeístics.
Es menciona de nou en el segle xi, quan hi havia un monestir benedictí. A principis del segle xv va ser adquirida per la família Colonna, a la qual va pertànyer fins 1564.
El 17 de febrer de 1944, durant la Segona Guerra Mundial, va ser bombardejada per mar i aire pels Aliats i destruïda gairebé totalment.

## Llocs d'interès
- Col·legiata.
- Santuari de la Madonna delle Grazie.
- Centre històric amb muralles, incloses quatre torres.
- Temple de Juno.
- Restes de l'antic pont romà de Ponte Loreto.
- Parc Regional de Castelli Romani.
- Museu Cívic de Lanuvio.

## Ciutats agermanades
- Centuripe, Itàlia